# 維什涅韋 (茲古里夫卡區)
50°23′16″N 31°57′51″E / 50.38778°N 31.96417°E
維什內韋（烏克蘭語：Вишневе）是位於烏克蘭北部的村莊，由基辅州布羅瓦里區的茲胡里夫卡市鎮負責管轄。該村始建於1926年，面積25.1平方公里，海拔高度123米，2001年人口17，人口密度每平方公里0.68人。